# Carlos Soler Márquez
Carlos Soler Márquez (nascido em 16 de fevereiro de 1972) é um esgrimista paralímpico espanhol. Ele participou de quatro Jogos Paralímpicos, em Atlanta 1996, Atenas 2004 e Pequim 2008 e Londres 2012.